# Ancistrocerus albolacteus
Ancistrocerus albolacteus (лат.) — вид одиночных ос из семейства Vespidae.

## Распространение
Встречаются в Северной Америке. Канада (от Квебека до Британской Колумбии) и США (Арканзас, Вайоминг, Орегон, Индиана, Манитоба, Южная Дакота, Коннектикут, Юта).

## Описание
Длина переднего крыла самок 5,0—7,5 мм, а у самцов — 6,0—8,5 мм. Окраска тела в основном чёрная с жёлтыми отметинами.